# Varbergs kyrka

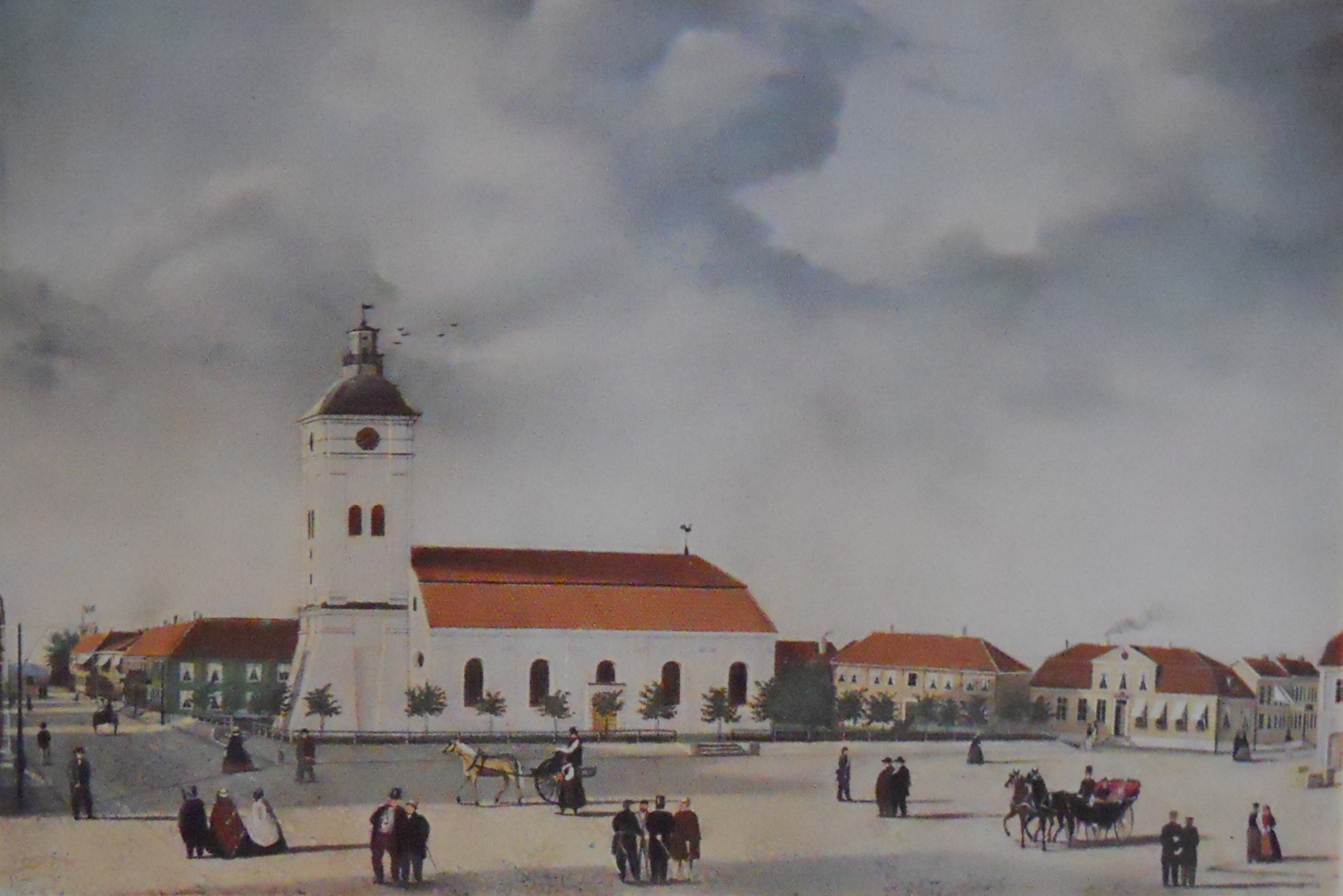
Kyrkan på en oljemålning av Birger Sjöberg från 1859. Notera tornets lanternin i det gamla utförandet och att kyrkan fortfarande har tegeltak.

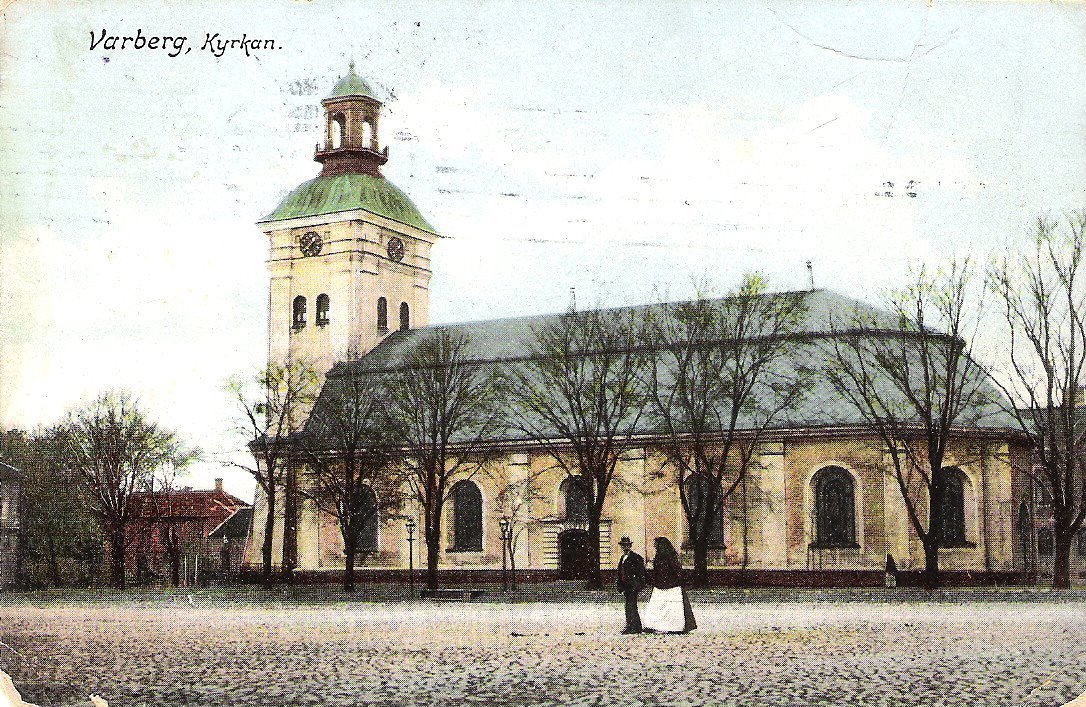
Kyrkan på kolorerat vykort från omkring 1900.

Varbergs kyrka är en kyrkobyggnad som tillhör Varbergs församling i Göteborgs stift. Det är den största och äldsta kyrkan i Varberg.

## Kyrkobyggnaden
Kyrkan är byggd i sten och uppfördes 1769–1772 i gustaviansk stil som ersättning för den gamla Caroli kyrka från 1600-talet, vilken förstördes i stadsbranden den 18 maj 1767. Arkitekt var Friedrich August Rex.
Den är enskeppig och har ett rektangulärt långhus med en femsidig koravslutning i öster. Tornet i väster har putsade strävpelare och är försett med ett tornur. Tornet kröns av en öppen lanternin. Det ursprungliga uret, med urtavla åt alla fyra väderstreck, ersattes 1972 av ett nytt.
Kyrkans fasader är vita och stänkputsade. De genombryts av rundbågeformade muröppningar, vars omfattningar är slätputsade. Fönsteraxlarna delas in av strävpelare. Fasaderna är också försedda med pilastrar och gesimser. Långhuset har ett valmat mansardtak. Ursprungligen hade det tegeltak, men teglet byttes 1890–1891 mot zinkplåt, som i sin tur byttes mot kopparplåt 1978.
De tidigare två vapenhusen, ett i norr och ett i söder, revs 1813. Norr om långhuset finns en sakristia, som byggdes 1961 efter ritningar av Ingrid Uddenberg i en stil som liknar den övriga kyrkan. Taket är belagt med kopparplattor.

### Kyrkorummet
Ursprungligen var kyrkorummet rikt dekorerat, men efter de omfattande renoveringarna 1931–1932 och 1965–1966 är interiören kraftigt förenklad. Dagens kyrka präglas av Jerk Altons omgestaltning som genomfördes 1998–2000 tillsammans med stora delar av den fasta inredningen som är från 1800-talet.

### Gravar
Under kyrkans golv finns gravar från 1600- och 1700-talen, varav en del härrör från Caroli kyrka. När kyrkan restaurerades 1966 undersöktes gravarna av Varbergs museum. Vid restaureringen påträffades även rester av tegelgolvet i Caroli kyrka.

## Inventarier
- Altaruppsatsen är från 1816 och försedd med kolonner mellan vilka ett krucifix i förgyllt trä från 1932 är placerat.
- En äldre altartavla på duk från 1716 hänger på uppsatsens baksida.
- Predikstolen i gråmålat trä med utsmyckning i vitt och guld, ritad av Fredrik Ekberg, tillkom vid renoveringen 1890–1891. Då fick även den lilla läktaren sin nuvarande utformning.
- Dopfunten med sjusidig cuppa och fot med ornament och änglahuvuden är utförd i snidad och förgylld ek. Den är utförd 1619 av Sven Snickare och räddades ur Varbergs dåvarande kyrka när staden på Platsarna förstördes i stadsbranden den 12 augusti 1666.[1][2]
- Dopfatet i koppar är från 1600-talet.
- Nattvardskalken i förgyllt silver är tillverkad på 1520-talet i Danmark. Den har en åttakantig nod på skaftet utförd som en ring i bergkristall. Kalken sägs vara en gåva till kyrkan på 1570-talet av den dåvarande danske kungen.
- Två ljusstakar av malm är från 1587 och två andra från 1600-talet.
- Två silverljusstakar i senbarock tillverkades 1725 av Johan Wallman i Varberg.
- I kyrkans kor finns fyra målade glasfönster, utförda av den danske konstnären Johan Thomas Skovgaard. De insattes 1960 och visar olika händelser ur Jesu liv. Fönstren ersatte äldre målade fönster, utförda av Reinhold Callmander, som visade de fyra evangelisterna med sina respektive symboler och hade satts in vid en renovering 1890–1891.[5]
- I kyrkan hänger flera oljemålningar, huvudsakligen från 1700-talet.
- De nuvarande kyrkbänkarna sattes in vid renoveringen 1965–1966 och då förenklades även orgelfasaden från 1790-talet.[2]

### Klockor
- Storklockan är omgjuten 1902. Diameter: 140 cm. Vikt: 1750 kg. Den kom med båt från Andreas Wetterholtz klockgjuteri i Malmö 10 oktober 1765. 1767, vid den stora branden, smälte klockan när kyrkan brann ner men blev omgjuten av Abraham Wetterholtz, Malmö, son till klockgjutaren Andreas Wetterholtz. 1772 uppstod en spricka vid ringningen av storklockan i den nya kyrkan och den omgöts i Vinberg i ett på platsen uppfört "gjuthus" sent samma år av Jonas Wetterholtz från Göteborg. Den hade då en vikt av 1428 kg (10 skeppund (uppstadsvikt) som här var en av de nya gällande viktberäkningarna från 1739).[6] 1888 var det dags för en ny spricka 27 januari och den omgöts av Eriksbergs Mekaniska Verkstad, Göteborg, under december 1888.[7][8]
- Lillklockan omgöts 1905. Diameter: 110 cm. Vikt: 950 kg. Den blev från början gjuten 1786 av Jonas Wetterholtz, son till Andreas Wetterholtz, som då bodde i Göteborg. Klockan hade då en vikt av 10 skeppund, 10 lispund, 10 skålpund =939,2 kilo (enligt den gamla gällande viktberäkningen innan 1739 som här användes).[9]

### Orglar

#### Läktarorglar
- Man tror att kyrkan först hade ett orgelpositiv.
- Det ersattes 1735 av en orgel byggd av Johan Niclas Cahman, vilken dock förstördes av branden 1767.
- En ny orgel med arton stämmor tillkom 1792, vilken var byggd av Johan Ewerhardt den äldre från Skara.
- Verket ersattes 1850 av ett nytt med 23 stämmor, byggt av Johan Nikolaus Söderling.
- Det verket ersattes i sin tur 1924 av ett från A. Magnusson Orgelbyggeri AB med 36 stämmor fördelade på tre manualer och pedal.
- Dagens helmekaniska verk invigdes 18 december 1966 av kontraktsprost Einar Elmquist.[10] Den är tillverkad av Hammarbergs Orgelbyggeri AB, men bibehåller Everhardts fasad från 1792 och delar av pipverk från tidigare instrument. Orgeln har 36 stämmor fördelade på huvudverk, svällverk, bröstverk och pedal.[11]

| Huvudverk         | Svällverk           | Bröstverk      | Pedal          |
| ----------------- | ------------------- | -------------- | -------------- |
| Principal 8'      | Trägedackt 8'       | Rörflöjt 8'    | Subbas 16'     |
| Gedackt 8'        | Principal 4'        | Koppelflöjt 4' | Principal 8'   |
| Oktava 4'         | Gedacktflöjt 2'     | Principal 2'   | Borduna 8'     |
| Spetsflöjt 4'     | Blockflöjt 2'       | Gemshorn 2'    | Flöjt 4'       |
| Kvinta 2 2/3'     | Nasat 1 1/3'        | Oktava 1'      | Kvintadena 2'  |
| Oktava 2'         | Scharf 3 chor       | Terzian 2 chor | Mixtur 3 chor  |
| Mixtur 5 chor     | Sesquialtera 2 chor | Cymbel 2 chor  | Alikvot 3 chor |
| Terscymbel 3 chor | Bärpfeife 8'        | Regal 8'       | Fagott 16'     |
| Dulcian 16'       | Tremulant           |                | Trumpet 8'     |
| Trumpet 8'        |                     |                | Skalmeja 4'    |

#### Kororgel
Nära koret står en orgel tillverkad 2012 av Tostareds Kyrkorgelfabrik.
| Man I          | Man II              | Pedal      | Koppel |
| -------------- | ------------------- | ---------- | ------ |
| Borduna 16'    | Lieblich gedackt 8' | Subbas 16' | II/I   |
| Principal 8'   | Salicional 8'       | Fagott 16' | II/P   |
| Rörflöjt 8'    | Voix céleste 8'     |            | I/P    |
| Oktava 4'      | Flûte octaviante 4' |            | I 4'   |
| Oktava 2'      | Violin 4'           |            |        |
| Mixtur 3 chor  | Contra oboe 16'     |            |        |
| Cornett 4 chor | Trumpet 8'          |            |        |
| Trumpet 8'     | Oboe 8'             |            |        |

## Kyrkogård
Runt kyrkan, liksom runt Caroli kyrka, fanns ursprungligen en kyrkogård. Denna omfattade den nuvarande kyrkplanen samt den del av torget som ligger mellan kyrkan och Torggatan. Till kyrkogården hörde ett likhus. Många gravar förstördes när torget utökades mot kyrkan 1824, och efter att Östra kyrkogården invigts 1852 togs även de resterande gravarna på kyrkplanen bort. 

## Bilder

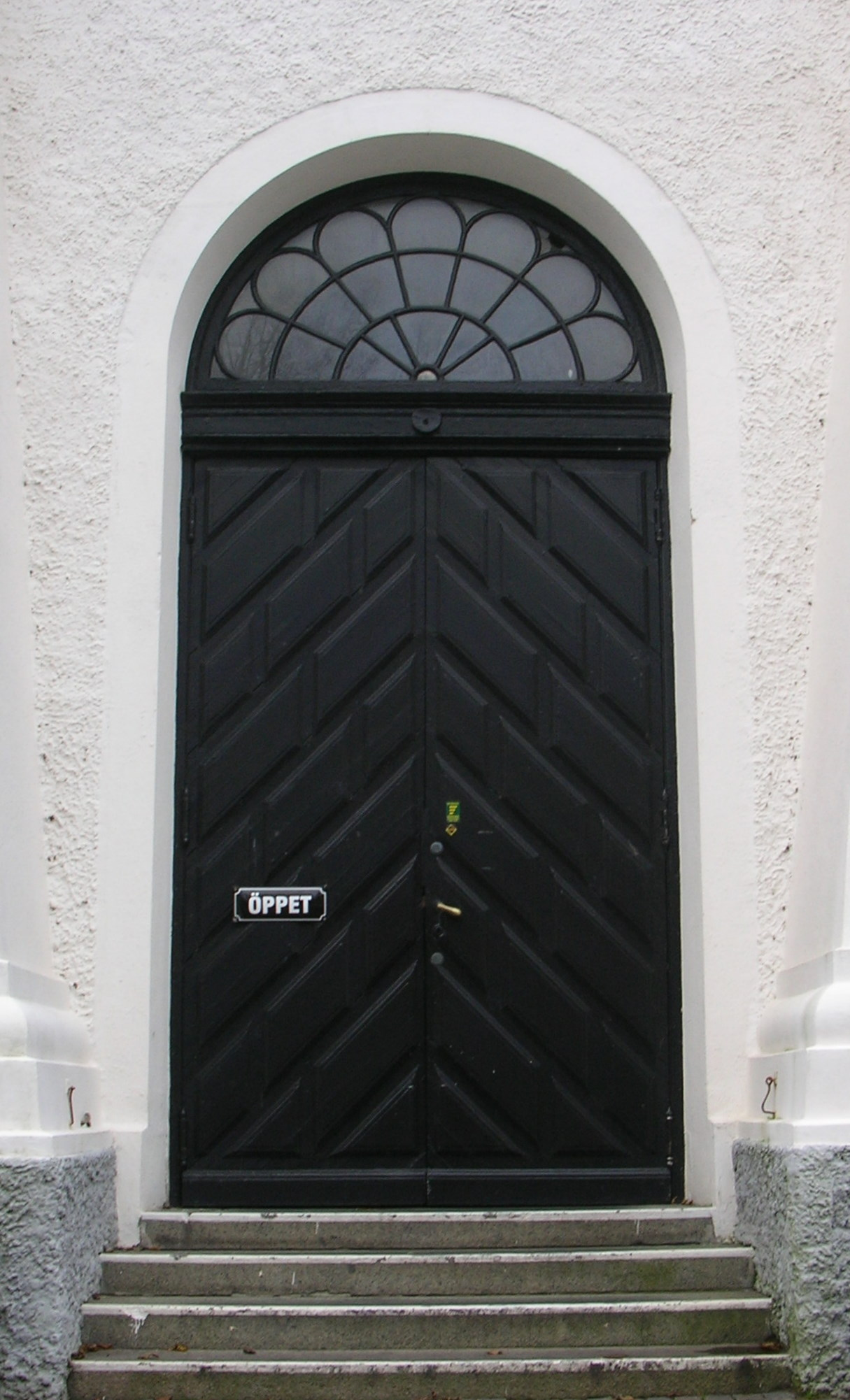
Huvudingången genom västtornet.
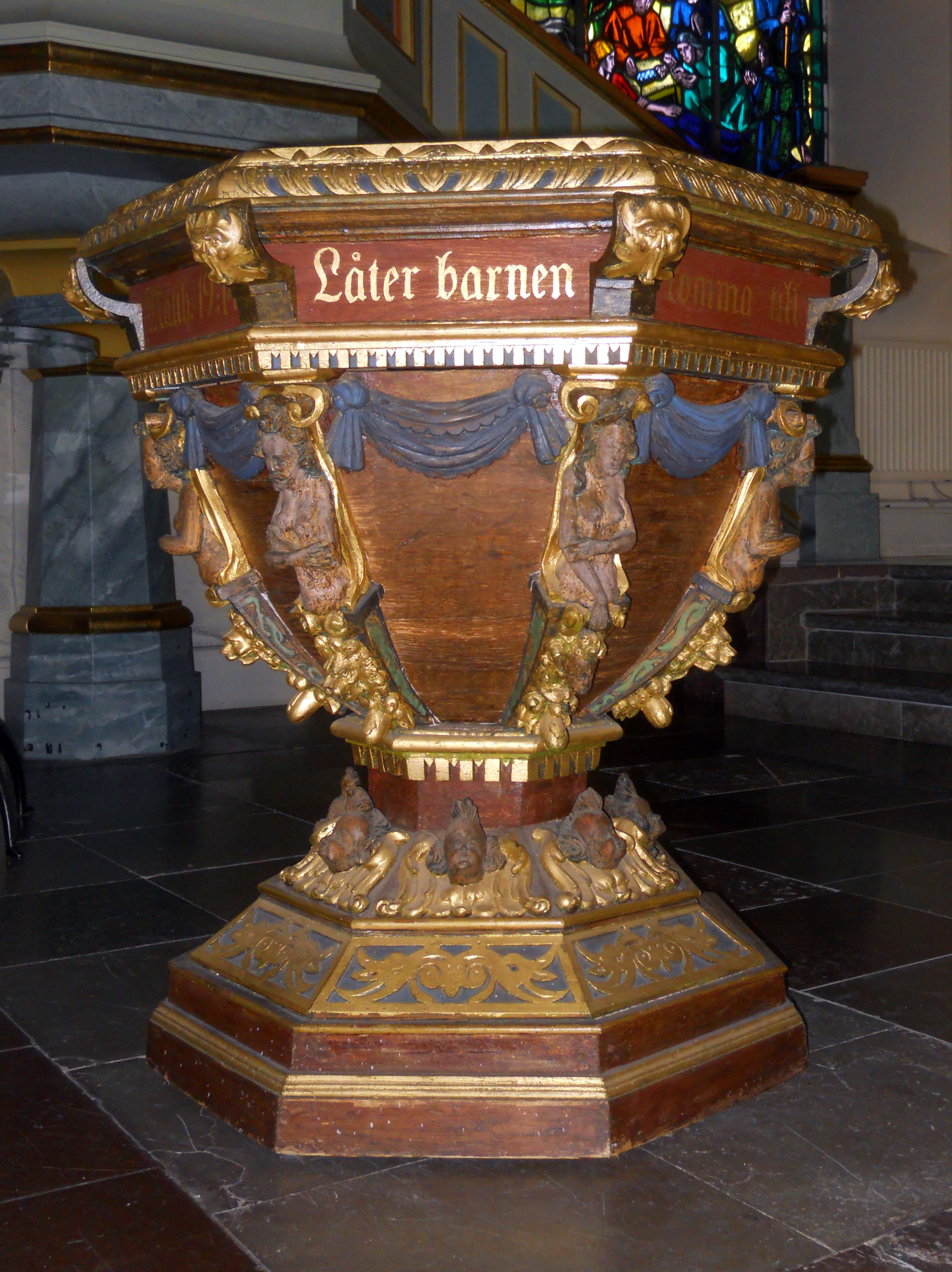
Dopfunten.
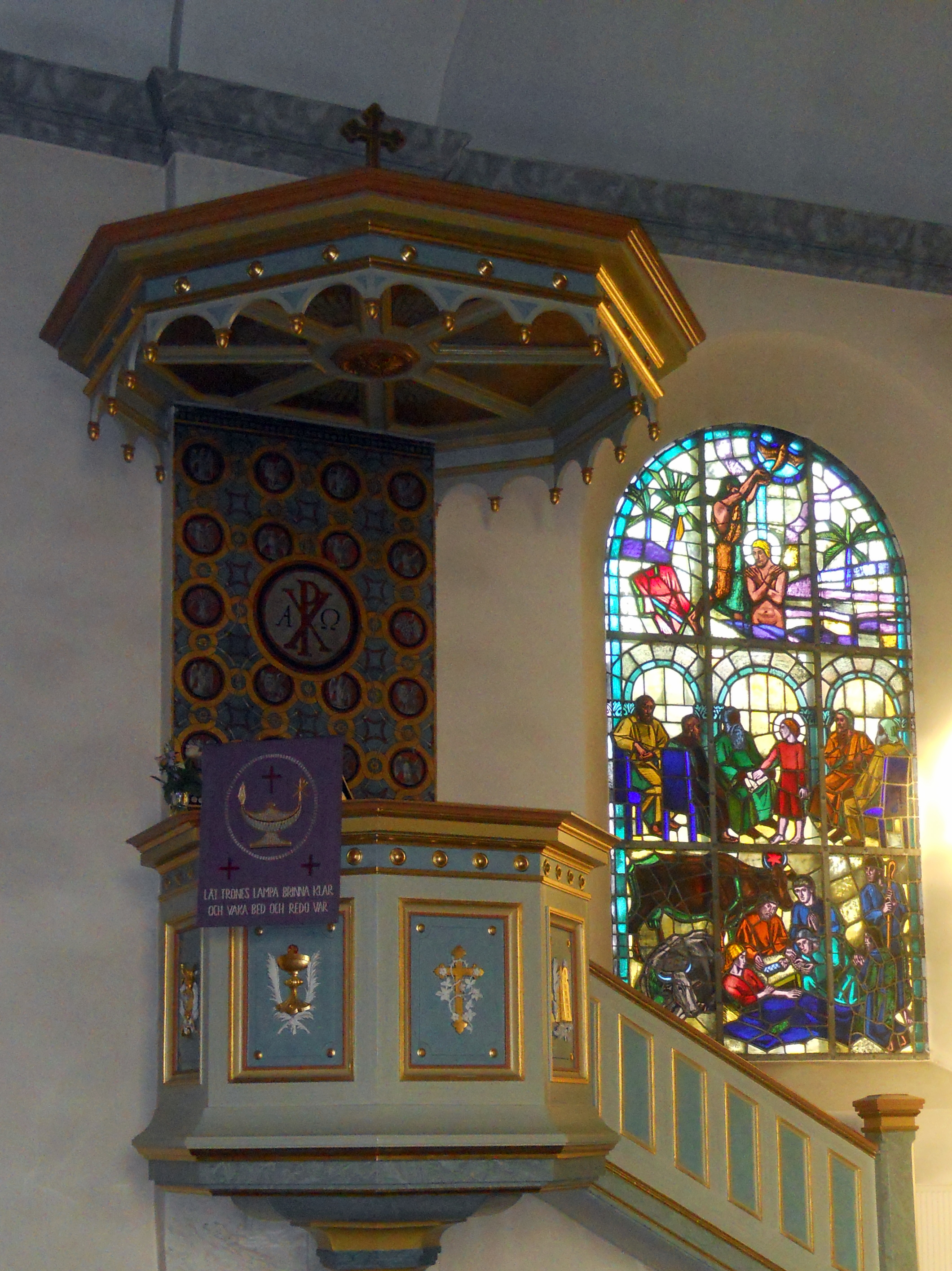
Predikstolen.